# Kostel svatého Michaela archanděla (Kovářská)
Kostel svatého Michaela archanděla je římskokatolický filiální kostel zasvěcený Michaelovi archandělovi v Kovářské v okrese Chomutov. Stojí v Dlouhé ulici u její křižovatky s ulicemi Kostelní a Přísečnická.

## Historie
V roce 1649 stála na místě kostela pouze dřevěná kaple. Kostel byl postaven v barokním slohu až v letech 1709–1710. V roce 1781 byla dřevěná věž nahrazena věží zděnou a o deset let později se stal kostelem farním.

## Stavební podoba a vybavení
Kostel má jednu loď s trojbokým závěrem, k jehož střední části je přistavěna sakristie. Před jihozápadní průčelí předstupuje čtverhranná věž. Plochý kazetový strop je zdoben obrazy svatých. Na hlavním novorománském oltáři stojí sochy svatého Petra a Pavla ze druhé poloviny osmnáctého století. Součástí oltáře je také obraz svatého Michaela z roku 1877.

## Okolí kostela
Před kostelem stojí mariánský sloup z roku 1706 a barokní budova fary. Sloup i fara jsou chráněné jako kulturní památky ČR.